# Bahía de Dublín

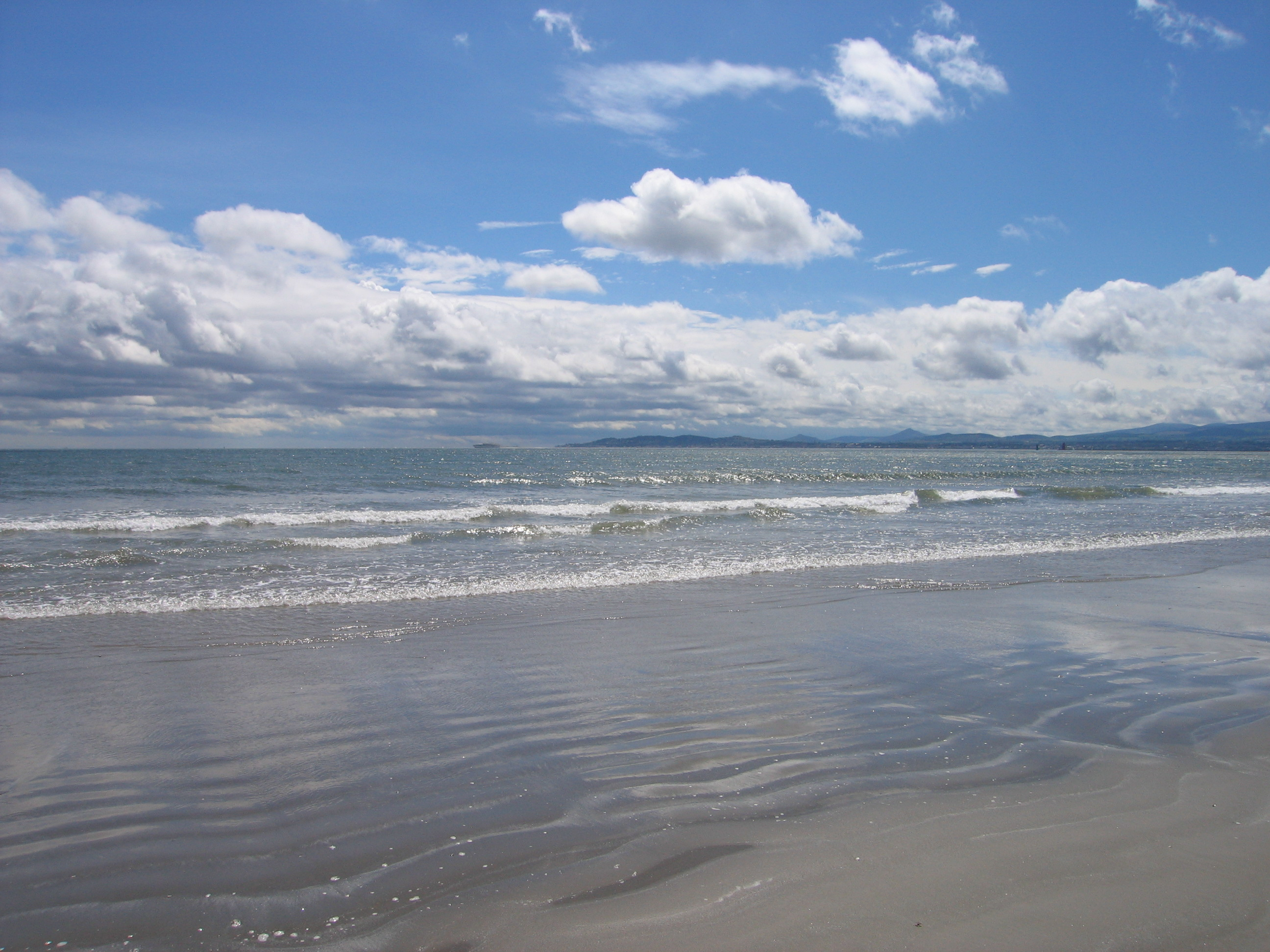
Killiney visto desde la playa de Dollymount, al otro lado de la bahía.

La bahía de Dublín (del inglés: Dublin Bay); en irlandés: Cuan Bhaile Átha Cliath es una ensenada en forma de delta del mar de Irlanda frente a la costa oriental de Irlanda.
La bahía tiene aproximadamente 10 km de anchura en su base norte-sur y 7 km de longitud hasta su vértice en el centro de la ciudad de Dublín, extendiéndose desde el cabo de Howth en el norte a Dalkey Point (en Dún Laoghaire) en el sur. La isla Bull, creada artificialmente (North Bull Island) se encuentra en la esquina noroeste de la bahía y presenta una larga playa arenosa de 5 km, Dollymount Strand, enfrente de una reserva de aves de caza internacionalmente reconocida.
Es la extensión del mar de Irlanda a la que afluyen el río Liffey y el río Dodder después de unirse en Dublín (del irlandés "Dubh Linn" que significa "charca negra"), así como el río Tolka y otros ríos menores.
El área metropolitana de la ciudad de Dublín rodea casi completamente por tres lados la bahía (norte, oeste y sur), mientras que el mar de Irlanda queda al este. También llamada Baile Átha Cliath (que significa "vado de la valla formada por estacas"), Dublín se fundó por los noruegos en el punto en el que ellos pudieron vadear el río Liffey con el primer puente de estacas entrelazadas arriba del estuario. Conforme la tecnología fue avanzando en Irlanda se hizo posible cruzar los ríos más y más cerca del mar, y reclamar la zona costera pantanosa. La ciudad se extendió desde su lugar inicial alrededor de Guinnesses y James's Gate, hasta el mar y hacia afuera a lo largo de la costa noreste hacia Howth y sureste hacia Dalkey.
En 1972 la autoridad portuaria de Dublín propuso la construcción de una refinería petrolífera en la bahía de Dublín. El plan recibió una gran oposición de los ecologistas, incluyendo al concejal dublinés Seán D. Loftus, sobre la base de que suponía un serio riesgo de contaminación. Loftus, un activista toda su vida en favor de la bahía de Dublín, cambió su apellido legalmente a "Seán Dublin Bay Loftus" cuando se presentó a las elecciones para el Dáil. Aunque no resultó elegido, tuvo éxito a la hora de difundir el tema y la propuesta fue finalmente rechazada por el ministro para el gobierno local, James Tully (Loftus luego cambió su apellido de forma oficial a "Seán Dublin Bay Rockall Loftus" como parte de una campaña para presionar al gobierno irlandés para hacer una reclamación territorial respecto al islote de Rockall frente a la costa del condado de Donegal). Loftus también ha guiado la oposición a la petición de 2002 por la compañía portuaria de Dublín para rellenar 210.000 m² de la bahía de Dublín. Otras sugerencias para la bahía han incluido una propuiesta para construir grandes tanques submarinos de almacenamiento de gas, y para rellenar la cercana laguna detrás de la isla North Bull para formar un parque recreativo.

## Historia
La bahía de Dublín, siendo bastante estrecha y con muchos bancos de arena y afloramientos rocosos, fue tristemente famosa por sus naufragios; especialmente cuando el viento provenía del este. Hasta los tiempos modernos muchos barcos y sus pasajeros se perdieron a lo largo de las traicioneras costas fuera de Howth y Dun Laoghaire, a menos de un kilómetro de la costa.
Más de 500 tripulantes y pasajeros (en su mayoría personal militar) se perdieron cuando el barco de vapor RMS Leinster fue torpedeado y hundido por el U-Boot alemán UB-123 el 10 de octubre de 1918. Se encuentra en 33 metros de profundidad en una latitud de 53° 18' 88" N (53.324); longitud 5° 47' 71" O. (-6.803)

## Literatura
James Joyce ambientó prácticamente toda la acción de su novela Ulises alrededor de la bahía desde el Forty Foot en el que Buck Mulligan se lavó en la mañana de Bloomsday a Howth, donde el señor Bloom hizo el amor a su Molly bajo los rododendros.